# Camellia kissi
Camellia kissi là một loài thực vật có hoa trong họ Theaceae. Loài này được Wall. mô tả khoa học đầu tiên năm 1820.